# Amoturella
Amoturella is een geslacht van vliesvleugeligen uit de familie Pteromalidae. De wetenschappelijke naam van dit geslacht is voor het eerst geldig gepubliceerd in 1913 door Girault.

## Soorten
Het geslacht Amoturella is monotypisch en omvat slechts de volgende soort:
- Amoturella saintpierrei Girault, 1913